# Фижак (округ)
Фижак (фр. Figeac) — округ (фр. Arrondissement) во Франции, один из округов в регионе Юг-Пиренеи. Департамент округа — Ло. Супрефектура — Фижак.
Население округа на 2006 год составляло 52 869 человек. Плотность населения составляет 34 чел./км². Площадь округа составляет всего 1550 км².